# Mahasweta Devi
Mahasweta Devi, née le 14 janvier 1926 à Dhaka, au Bangladesh (alors Inde britannique), et morte le 28 juillet 2016, est une écrivaine et militante indienne bengali. 
Ses œuvres littéraires les plus connues sont notamment Hajar Churashir Maa, Rudali et Aranyer Adhikar. Elle travaille pour la défense des droits et l'autonomisation des populations tribales (Lodha et Shabar) des états du Bengale-Occidental, du Bihar, du Madhya Pradesh et du Chhattisgarh. Elle reçoit de nombreux prix littéraires tels que le Sahitya Akademi, le Jnanpith et le Ramon Magsaysay, ainsi que des honneurs civils, notamment les médailles Padma Shri et Padma Vibhushan.

## Biographie
Mahasweta Devi est la fille de Manish Ghatak, poète et romancier notable du mouvement Kallol, et la nièce du cinéaste Ritwik Ghatak. Sa mère, Dharitri Devi, est une écrivaine et travailleuse sociale, dont certains frères se sont distingués, notamment le sculpteur Sankha Chaudhury et le journaliste Sachin Chaudhury. Mahasweta Devi commence sa scolarité à Dhaka, mais après la partition de l'Inde, elle déménagé au Bengale-Occidental, en Inde. Elle étudie à l'université Visva-Bharati de Santiniketan (fondée par Rabindranath Tagore) puis à l'université de Calcutta.

## Carrière

### Œuvres littéraires
Devi écrit plus de cent romans et plus de vingt collections d'histoires courtes, principalement en bengali mais souvent traduit en d'autres langues. Son premier roman, Jhansir Rani, basé sur une biographie de Rani de Jhansi est publié en 1956
En 1964, elle commence à enseigner au Bijoygarh College, un établissement pour femmes affilié à l'université de Calcutta. Elle travaille également comme journaliste et écrivaine. Elle commence à s'intéresser aux Lodhas et aux Shabars, deux communautés tribales du Bengale-Occidental, à la condition des femmes et des dalits. Elle dénonce dans ses écrits l'oppression des puissants et la corruption des fonctionnaires du gouvernement.

### Militantisme
Mahasweta Devi élève la voix à plusieurs reprises contre la discrimination des populations tribales en Inde. Son roman de 1977 Aranyer Adhikar traite par exemple de la vie de Birsa Munda
Devi s'oppose à la politique industrielle du gouvernement du Parti communiste de l'Inde au Bengale occidental. Elle dénonce notamment la confiscation de terres agricoles fertiles par le gouvernement et leur cessation aux entreprises de BTP. Elle soutient en 2011 la candidature de Mamata Banarjee qui met un terme à 34 ans de règne du CPI.

## Vie personnelle
En 1947, Devi épouse le dramaturge Bijon Bhattacharya, l'un des fondateurs de l'Indian People's Theatre Association. En 1948, elle a un fils, Nabarun Bhattacharya, devenu romancier et critique politique.  
Elle travaille alors dans un bureau de poste, d'où elle est licenciée pour ses opinions communistes. Elle occupe par la suite divers emplois, notamment vendeuse de savons et écrivaine publique. 
En 1962, elle épouse l'auteur Asit Gupta après avoir divorcé de Bhattacharya.
Le 23 juillet 2016, Devi est victime d'une crise cardiaque. Elle meurt à Calcutta le 28 juillet 2016, à l'âge de 90 ans. À sa mort, Mamata Banerjee, ministre en chef du Bengale occidental écrit : "L'Inde a perdu un grand écrivain. Le Bengale a perdu une glorieuse mère. J'ai perdu un guide personnel.". Le Premier ministre Narendra Modi écrit : "Mahashweta Devi illustrait à merveille la puissance de la plume. Une voix de compassion, d'égalité et de justice."

## Prix
- 1979: Sahitya Akademi (Bengali): – Aranyer Adhikar (roman)[13]
- 1986: Padma Shri pour son travail social[14]
- 1996: Bharatiya Jnanpith[13]
- 1997: Ramon Magsaysay – pour sa défense des conditions des peuples indigènes en Inde[2],[15],[16]
- 2003: Officier de l'Ordre des Arts et des Lettres[17]
- 2006: Padma Vibhushan – deuxième plus haute distinction civile du Gouvernement de l'Inde[13]
- 2007: SAARC[18]
- 2009: sélectionné pour le prix international Man Booker[19]
- 2010: Yashwantrao Chavan[20]
- 2011: Banga Bibhushan – plus haute distinction civile du Gouvernement du Bengale occidental[21]

## Œuvre
Ses œuvres principales sont :
- Jhansir Rani (1956, biographie)
  - la vie de Rani Lakshmi Bai
- Hajar Churashir Maa (1974, roman)
- Aranyer Adhikar (1979, histoires courtes)
- Agnigarbha (1978, histoires courtes)
- Murti (1979, histoires courtes)
- Neerete Megh (1979, histoires courtes)
- Stanyadayani (1980, histoires courtes)
- Chotti Munda Evam Tar Tir  (1980, histoires courtes)

### Adaptations cinématographiques
- Sunghursh (1968), film en hindi basé sur l'histoire courte Layli Asmaner Ayna[23]
- Rudaali (1993)[24]
- Hazaar Chaurasi Ki Maa (1998)[24]
- Maati Maay (2006), film marathi basé sur l'histoire courte Daayen[24],[25]
- Gangor (2010), film italien basé sur l'histoire courte Choli Ke Peeche[24]
- Ullas (2012), film bengali basé sur trois histoires courtes